# 佐野瑛亮
佐野 瑛亮（さの ようすけ、1995年5月24日 - ）は、日本のラグビー選手。

## プロフィール
- 神奈川県出身[1]。
- ポジションはフランカー(FL)。
- 身長 180cm、体重 90kg
- U20日本代表に選ばれたことがある[2]。
- ジュニア・ジャパンに選ばれたことがある[3]。

## 来歴
小学校入学前からラグビーを始めた。
2014年、東京高校卒業後、中央大学に入る。なお東京高校時代、高校日本代表に選ばれたことがある。
2018年、中央大学卒業後、神戸製鋼コベルコスティーラーズに加入。
2020年、神戸製鋼コベルコスティーラーズを退団した。